# Milestones (Elton John)
Milestones è una raccolta dell'artista britannico Elton John, pubblicata esclusivamente negli Stati Uniti nel 1980. Distribuita come LP, contiene la maggior parte delle hits registrate nel corso della carriera della rockstar.

## Tracce
1. Don't Go Breaking My Heart
2. Island Girl
3. The Bitch Is Back
4. Honky Cat
5. Bennie and the Jets
6. Someone Saved My Life Tonight
7. Don't Let the Sun Go Down on Me
8. Sorry Seems to Be the Hardest Word
9. Mama Can't Buy You Love
10. Crocodile Rock
11. Daniel
12. Lucy in the Sky with Diamonds
13. Your Song
14. Goodbye Yellow Brick Road